# Ignaz Wilhelm
Ignaz Wilhelm (* 13. April 1793 in Neuhof (bei Fulda); † unbekannt) war ein deutscher Jurist und Politiker.

## Leben und Wirken
Ignaz Wilhelm war Advokat und Notar in Neuhof.
Er war politisch tätig. 1838 war er für den Wahlkreis Fulda-Land Abgeordneter im 6. Kurhessischen Landtag. Sein Mandat wurde aberkannt, weil er den Eid auf die Verfassung verweigerte. 1848 war er Mitglied des Vorparlaments.